# Collection d'objets d'arts décoratifs du musée des Beaux-Arts de Lyon
La section des objets d'arts décoratifs clôt le parcours Objets d'art du Musée des Beaux-Arts de Lyon.  
Cette section présente les objets produits par des sculpteurs, vitraillistes, céramistes, maître verriers, ébénistes, à partir des années 1920. 
On retrouve des œuvres de Louis Bouquet, Marcel Gimond, Léon Albert Jallot, André Metthey, René Lalique, Maurice Marinot, Jean Nicolas Gerard, Albert Gleizes, Robert Wlérick, Michel Zadounaïsky, Charles Piguet, Jacques-Emile Ruhlmann. 
Ces différents artistes sont répartis dans trois espaces exposant l'art du XXe siècle : Arts décoratifs, Céramique du XXe siècle et Céramique et Verre du XXe siècle.

## Historique de la collection
En 1924, Léon Rosenthal (1870 -1932) prend la tête du musée des Beaux-Arts de Lyon. C'est lui qui sera à l'origine de la section des arts décoratifs au sein du musée. Ancien critique des Salons, il appréciait particulièrement les objets d’art et créa aussitôt une salle « des arts décoratifs modernes ».  
En 1925 se tient justement à Paris l’Exposition internationale des Arts décoratifs et industriels modernes. Il va alors acquérir une table Sue et Mare, la vitrine bibliothèque de Léon Albert Jallot (1874-1967) présentée dans le grand salon de l’ambassade française, un flacon en verre de couleur de Maurice Marinot (1882-1960) ainsi qu’un ensemble de verreries de René Lalique (1860-1945).  
Après cette exposition internationale, le musée acheta directement à Jacques-Émile Ruhlmann un meuble vide poche à la structure très simple. Il s'agit d'un coffre rectangulaire à deux portes et trois tiroirs en façade, monté sur quatre pieds en fuseaux caractéristiques de son œuvre.

## Liste des œuvres

### Arts décoratifs
- Louis Bouquet
- Marcel Gimond
- Leon Albert Jallot
- André Methey
- René Lalique

### Céramiques duXXesiècle
- Jean Nicolas Gerard
- Albert Gleizes
- Robert Wlérick

### Céramiques et verres duXXesiècle
- Michel Zadounaïsky
- Charles Piguet

Une œuvre emblématique de Charles Piguet se trouve au Musée des Beaux-Arts de Lyon : La porte à l'oiseleur  créée en 1919. 
Dans une des vitrines du musée se trouvent des œuvres de l'artiste François Pompon.

Quelques œuvres de la section arts décoratifs
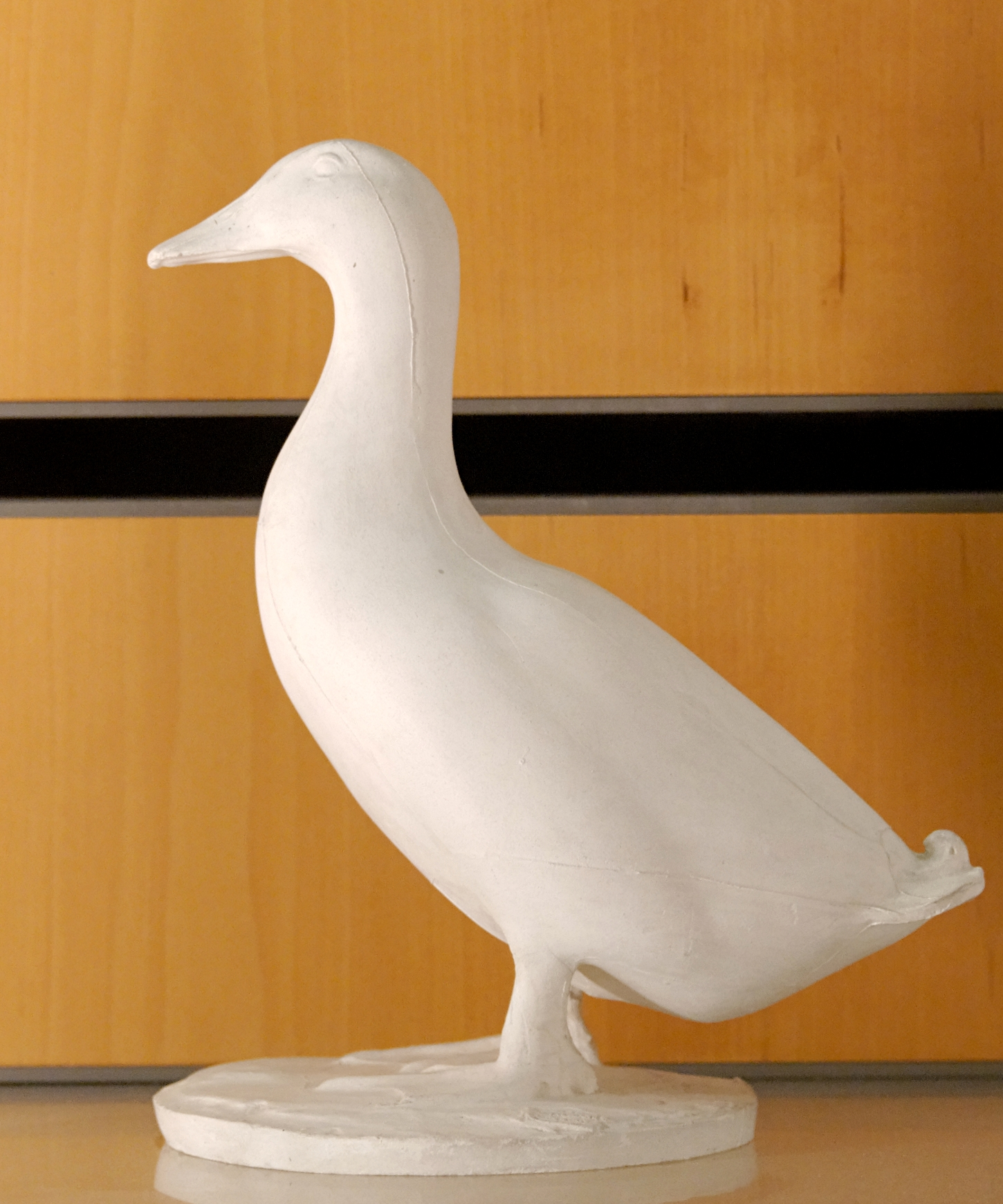
Canard, 1934, de François Pompon (Saulieu 1855- Paris 1933)
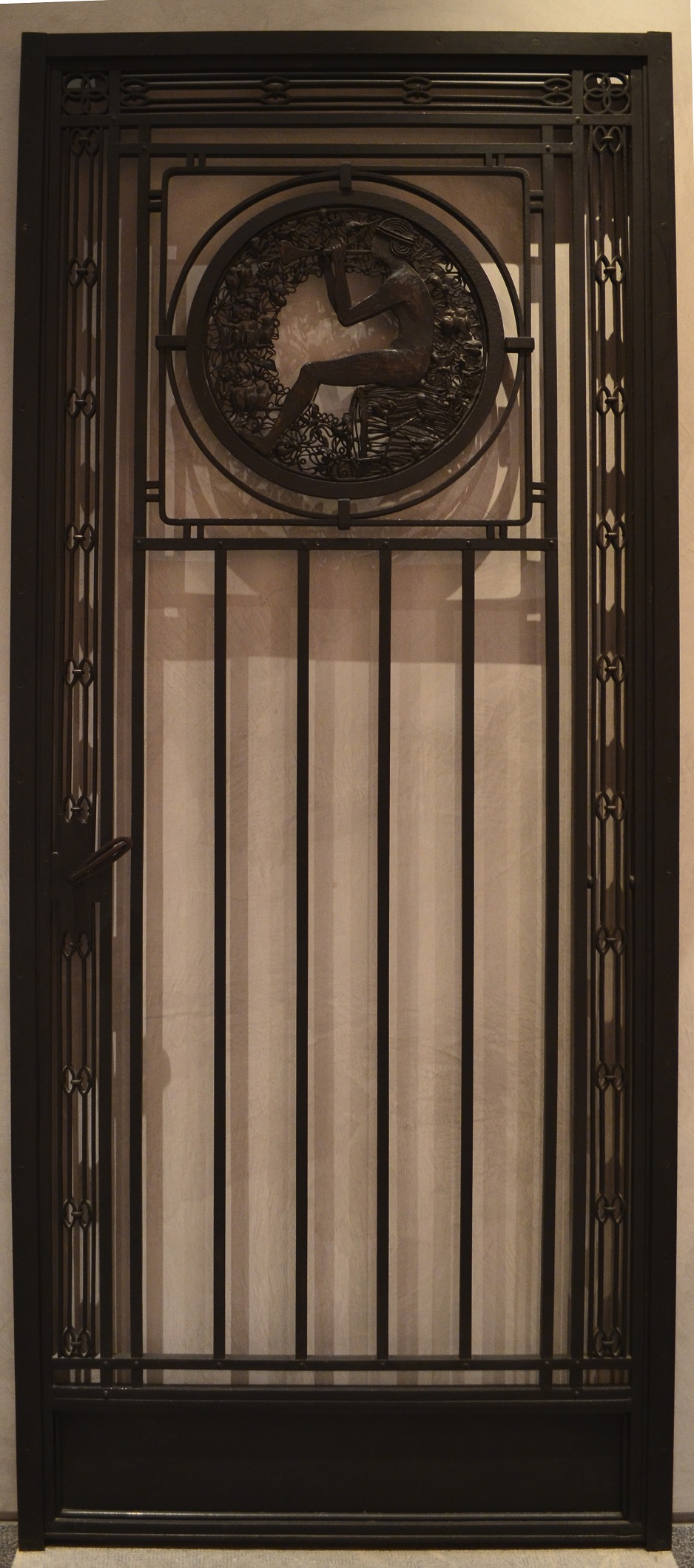
La Porte à l'oiseleur , 1919, de Charles Piguet (Bière, 1887- Lyon 1942)
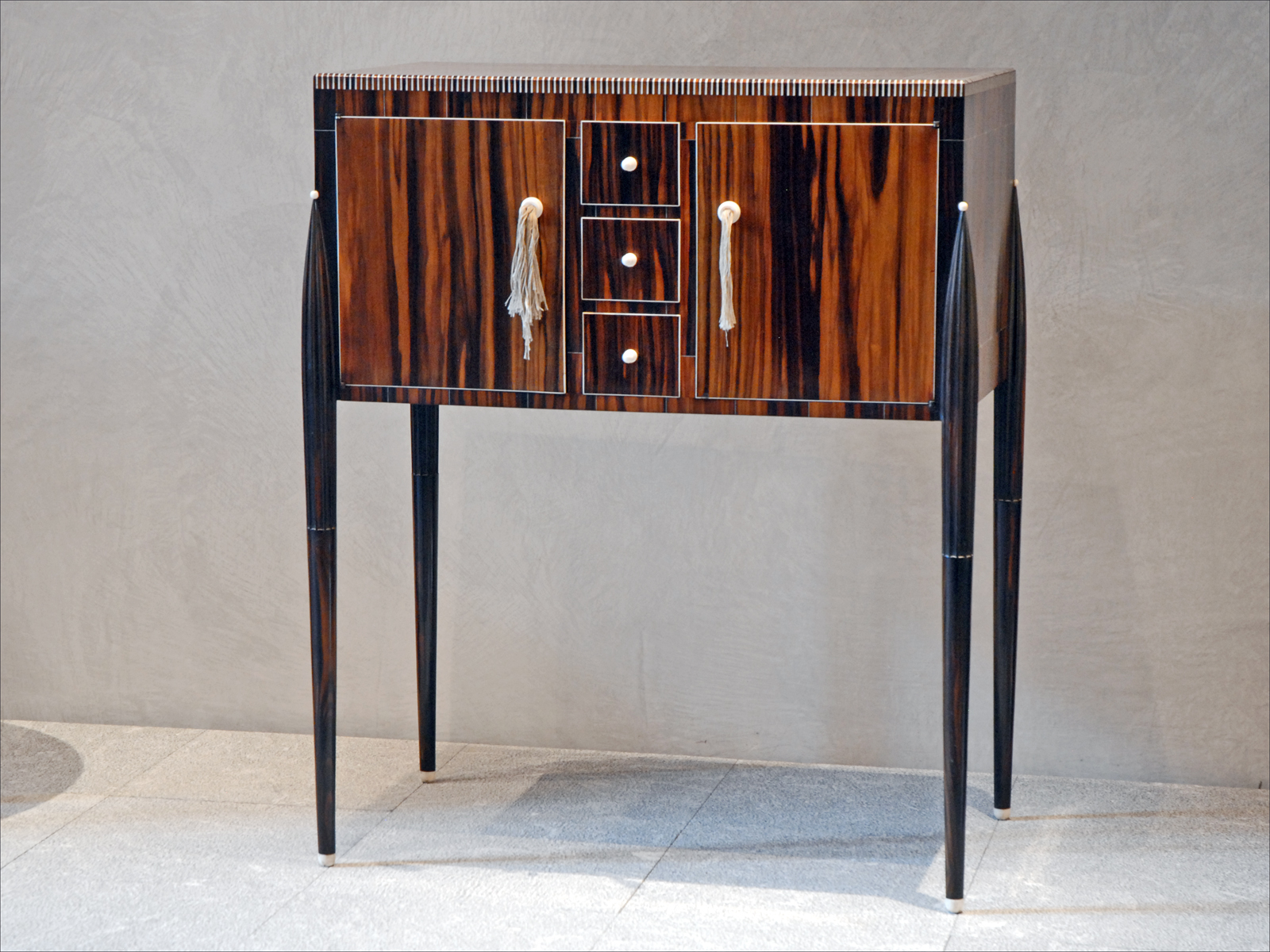
Meuble vide poche de Jacques-Emile Ruhlmann (Paris 1879-Paris 1933)